# Atletiek op de Paralympische Zomerspelen 2024 - 200 m mannen T64
De 200 meter voor mannen klasse T64 op de Paralympische Zomerspelen 2024 vond plaats op 7 september in het Stade de France. Deze klasse is voor atleten met een prothese vanwege een beenamputatie of een beenlengteverschil. Dit is een gecombineerde klasse met T44, wat dan ook de reden is dat er in deze klasse in 2024 een afzonderlijk paralympisch en Wereldrecord zijn behaald. De winnaar van 2020 was Sherman Guity uit Costa Rica, die in 2024 zijn titel prolongeerde. De Nederlander Levi Vloet behaalde het zilver en Mpumelelo Mhlongo uit Zuid-Afrika won de bronzen medaille.

## Records
Voorafgaand aan het toernooi waren dit de wereldrecords en Paralympische records.
| Wereldrecord        | T44 | Zuid-Afrika Mpumelelo Mhlongo   | 22.81 | Tokio | 4 september 2021 |
| Paralympisch record | T44 | Zuid-Afrika Mpumelelo Mhlongo   | 22.81 | Tokio | 4 september 2021 |
|                     |     |                                 |       |       |                  |
| Wereldrecord        | T64 | Verenigde Staten Richard Browne | 21.27 | Doha  | 25 oktober 2015  |
| Paralympisch record | T64 | Costa Rica Sherman Guity        | 21.43 | Tokio | 4 september 2021 |

## Series
De eerste drie van beide series kwalificeerden zich direct voor de finale. Van de overgebleven atletes kwalificeerden bovendien de twee snelsten zich voor de finale.

#### Serie 1
| Rang | Baan | Kl. | Naam              | Naam | Tijd  | Bijz.    |
| ---- | ---- | --- | ----------------- | ---- | ----- | -------- |
| 1    | 7    | T44 | Mpumelelo Mhlongo | RSA  | 22.92 | Q        |
| 2    | 2    | T64 | Levi Vloet        | NED  | 23.03 | Q        |
| 3    | 4    | T64 | Mitchell Joynt    | NZL  | 23.20 | Q        |
| 4    | 4    | T64 | Shunsuke Itani    | JPN  | 23.67 | q        |
| 5    | 8    | T44 | Karim Ramadan     | EGY  | 24.48 |          |
| 6    | 5    | T64 | Antonio Flores    | MLT  | 26.67 | SB       |
| —    | 9    | T64 | Maxcel Amo Manu   | ITA  | DSQ   | R18.2(c) |
| —    | 6    | T44 | Matheus de Lima   | BRA  | DNS   |          |

### Serie 2
| Rang | Baan | Kl. | Naam                  | Naam | Tijd  | Bijz. |
| ---- | ---- | --- | --------------------- | ---- | ----- | ----- |
| 1    | 4    | T64 | Sherman Guity         | CRC  | 22.29 | Q SB  |
| 2    | 6    | T44 | Felix Streng          | GER  | 22.31 | Q     |
| 3    | 3    | T44 | Wallison Andre Fortes | BRA  | 22.81 | Q     |
| 4    | 8    | T64 | Michail Seitis        | GRE  | 23.32 | q     |
| 5    | 9    | T64 | Jonathan Gore         | USA  | 29.55 |       |
| 6    | 2    | T64 | Fabio Bottazzini      | ITA  | 23.97 |       |
| 7    | 5    | T64 | Pea Soe               | MYA  | 24.42 | SB    |
| —    | 7    | T64 | Kengo Oshima          | JPN  | DNS   |       |

## Finale
| Rang   | Baan | Kl. | Naam                  | Naam | Tijd  | Bijz.    |
| ------ | ---- | --- | --------------------- | ---- | ----- | -------- |
| Goud   | 6    | T64 | Sherman Guity         | CRC  | 21.32 | PR       |
| Zilver | 9    | T64 | Levi Vloet            | NED  | 22.47 | PB       |
| Brons  | 7    | T44 | Mpumelelo Mhlongo     | RSA  | 22.62 | WR       |
| 4      | 5    | T44 | Wallison Andre Fortes | BRA  | 22.84 |          |
| 5      | 3    | T64 | Michail Seitis        | GRE  | 23.16 |          |
| 6      | 4    | T64 | Mitchell Joynt        | NZL  | 23.16 |          |
| 7      | 2    | T64 | Shunsuke Itani        | JPN  | 23.50 | SB       |
| —      | 8    | T44 | Felix Streng          | GER  | DSQ   | R18.2(c) |